# Saint-Martin-de-Salencey
Saint-Martin-de-Salencey is een gemeente in het Franse departement Saône-et-Loire (regio Bourgogne-Franche-Comté) en telt 99 inwoners (2009). De plaats maakt deel uit van het arrondissement Charolles.

## Geografie
De oppervlakte van Saint-Martin-de-Salencey bedraagt 17,0 km², de bevolkingsdichtheid is dus 5,8 inwoners per km².
De onderstaande kaart toont de ligging van Saint-Martin-de-Salencey met de belangrijkste infrastructuur en aangrenzende gemeenten.

## Demografie
Onderstaande figuur toont het verloop van het inwonertal (bron: INSEE-tellingen).